# مسابقات والیبال انتخابی المپیک بین قاره‌ای مردان ۲۰۲۳
مسابقات والیبال انتخابی المپیک بین قاره ای مردان ۲۰۲۳ رقابت‌هایی برای تیم‌های ملی والیبال مردان است که توسط فدراسیون بین‌المللی والیبال برگزار می‌شود. همچنین این مسابقات به عنوان جایگزین جام جهانی والیبال مردان ۲۰۲۳ برگزار شد. ۲۴ تیم در این رقابت‌ها حاضر بودند و در نهایت ۶ تیم به مسابقات والیبال المپیک تابستانی ۲۰۲۴ راه یافتند.
پدیده این دوره از رقابت‌ها تیم ملی آلمان بود که با هفت برد پاپی و بودن حتی ۱ باخت و شکست دادن تیم‌های ایتالیا و برزیل میزبان توانست به عنوان تیم اول به مسابقات المپیک ۲۰۲۴ پاریس راه پیدا کند.

## تیم‌های حاضر
۲۴ تیم از بهترین تیم‌های رده‌بندی جهانی اف آی وی بی در تاریخ ۱ فوریه ۲۰۲۳ در این رقابت‌ها حضور دارند (بجزء فرانسه که میزبان بازی‌های المپیک تابستانی ۲۰۲۴است).
| رتبه | تیم       |
| ۱    | لهستان    |
| ۲    | آمریکا    |
| ۳    | ایتالیا   |
| ۴    | برزیل     |
| ۵    | مکزیک     |
| ۶    | ژاپن      |
| ۷    | آرژانتین  |
| ۸    | ایران     |
| ۹    | صربستان   |
| ۱۰   | اسلونی    |
| ۱۱   | هلند      |
| ۱۲   | کوبا      |
| ۱۳   | کانادا    |
| ۱۴   | ترکیه     |
| ۱۵   | آلمان     |
| ۱۶   | اوکراین   |
| ۱۷   | قطر       |
| ۱۸   | تونس      |
| ۱۹   | مصر       |
| ۲۰   | چین       |
| ۲۱   | فنلاند    |
| ۲۲   | بلژیک     |
| ۲۳   | جمهوری چک |
| ۲۴   | بلغارستان |

## گروه‌بندی
قرعه کشی مرحله گروهی رقابت‌ها در روز ۲۶ اسفند ۱۴۰۱ برگزار شد.
| گروه A    | گروه B  | گروه C    |
| برزیل     | ژاپن    | چین       |
| ایتالیا   | آمریکا  | لهستان    |
| ایران     | اسلونی  | هلند      |
| کوبا      | صربستان | آرژانتین  |
| اوکراین   | ترکیه   | باژیک     |
| آلمان     | تونس    | مکزیک     |
| جمهوری چک | مصر     | کانادا    |
| قطر       | فندلاند | بلغارستان |

## مکان‌های برگزاری
| گروه A                   | گروه B             | گروه C               |
| ریو دو ژانیرو، برزیل     | توکیو ژاپن         | شی‌آن چین             |
| ------------------------ | ------------------ | -------------------- |
| جیناسیو دو ماراکانازینیو | ورزشگاه ملی یویوگی | مجموعه ورزشی کوجیانگ |
| گنجایش: ۱۱٬۸۰۰           | گنجایش: ۱۳٬۲۹۱     | گنجایش: ۱۰٬۰۰۰       |
|                          |                    |                      |

## گروه A
|  | راه یافته به بازی‌های المپیک تابستانی ۲۰۲۴ |

- میزبان:  ریو دو ژانیرو، برزیل
- تاریخ: ۳۰ سپتامبر - ۸ اکتبر ۲۰۲۳۳

|      |         | بازی | بازی | امتیاز | ست  | ست   | ست    | امتیاز | امتیاز | امتیاز                                                                                         |
| رتبه | تیم     | برد  | باخت | امتیاز | برد | باخت | نسبت  | برد    | باخت   | نسبت                                                                                           |
| ---- | ------- | ---- | ---- | ------ | --- | ---- | ----- | ------ | ------ | ---------------------------------------------------------------------------------------------- |
| ۱    | آلمان   | ۷    | ۰    | ۲۱     | ۲۱  | ۴    | ۵٫۲۵۰ | ۶۷۲    | ۶۱۶    | ۱٫۰۹۱                                                                                          |
| ۲    | برزیل   | ۶    | ۱    | ۱۵     | ۱۹  | ۱۰   | ۱٫۹۰۰ | ۶۷۲    | ۶۱۶    | ۱٫۰۹۱                                                                                          |
| ۳    | کوبا    | ۵    | ۲    | ۱۴     | ۱۷  | ۹    | ۱٫۸۸۹ | ۵۹۸    | ۵۶۲    | خطای لوآ در پودمان:Decimals در خط 9: bad argument #1 to 'log10' (number expected, got string). |
| ۴    | ایتالیا | ۴    | ۳    | ۱۳     | ۱۶  | ۱۰   | ۱٫۶۰۰ | ۶۲۶    | ۵۶۴    | خطای لوآ در پودمان:Decimals در خط 9: bad argument #1 to 'log10' (number expected, got string). |
| ۵    | اوکراین | ۳    | ۴    | ۱۰     | ۱۱  | ۱۴   | ۰٫۷۸۶ | ۴۸۴    | ۵۴۱    | خطای لوآ در پودمان:Decimals در خط 9: bad argument #1 to 'log10' (number expected, got string). |
| ۶    | چک      | ۲    | ۵    | ۷      | ۱۰  | ۱۷   | ۰٫۵۸۸ | ۴۸۴    | ۵۴۱    | خطای لوآ در پودمان:Decimals در خط 9: bad argument #1 to 'log10' (number expected, got string). |
| ۷    | ایران   | ۱    | ۶    | ۴      | ۷   | ۱۹   | ۰٫۳۶۸ | ۵۴۵    | ۶۱۷    | خطای لوآ در پودمان:Decimals در خط 9: bad argument #1 to 'log10' (number expected, got string). |
| ۸    | قطر     | ۰    | ۷    | ۰      | ۳   | ۲۱   | ۰٫۱۴۳ | ۴۱۰    | ۵۰۲    | خطای لوآ در پودمان:Decimals در خط 9: bad argument #1 to 'log10' (number expected, got string). |

همه آمارها در ۷ اکتبر ۲۰۲۳ بروزرسانی شده‌اند.

منبع: tournament/standings/men/
| تاریخ  | ساعت  |         | امتیاز |         | ست ۱  | ست ۲  | ست ۳  | ست ۴  | ست ۵  | مجموع   | گزارش |
| ------ | ----- | ------- | ------ | ------- | ----- | ----- | ----- | ----- | ----- | ------- | ----- |
| ۳۰ Sep | ۱۶:۳۰ | برزیل   | ۰−۳    | قطر     | ۱۶−۲۵ | ۱۹−۲۵ | ۲۴−۲۶ |       |       | ۵۹–−۱۷  |       |
| ۳۰ Sep | ۲۰:۰۰ | ایتالیا | ۱−۳    | چک      | ۲۵−۲۱ | ۱۸−۲۵ | ۲۲−۲۵ | ۱۹−۲۵ |       | ۸۴–−۱۲  |       |
| ۳۰ Sep | ۲۳:۳۰ | ایران   | ۳−۱    | آلمان   | ۲۵−۲۲ | ۲۲−۲۵ | ۲۵−۱۶ | ۲۵−۱۹ |       | ۹۷–۱۵   |       |
| ۳۰ Sep | ۳:۰۰  | کوبا    | ۰−۳    | اوکراین | ۱۶−۲۵ | ۱۹−۲۵ | ۱۸−۲۵ |       |       | ۵۳–−۲۲  |       |
| ۱ Oct  | ۱۶:۳۰ | برزیل   | ۲−۳    | چک      | ۲۵−۲۲ | ۱۶−۲۵ | ۲۰−۲۵ | ۲۵−۲۱ | ۱۴−۱۶ | ۱۰۰–−۹  |       |
| ۱ Oct  | ۲۰:۰۰ | کوبا    | ۳−۱    | آلمان   | ۲۱−۲۵ | ۲۵−۱۴ | ۲۵−۲۲ | ۲۵−۱۵ |       | ۹۶–۲۰   |       |
| ۱ Oct  | ۲۳:۳۰ | ایتالیا | ۰−۳    | قطر     | ۱۹−۲۵ | ۲۰−۲۵ | ۱۹−۲۵ |       |       | ۵۸–−۱۷  |       |
| ۱ Oct  | ۳:۰۰  | ایران   | ۳−۰    | اوکراین | ۲۵−۱۹ | ۲۵−۲۲ | ۲۵−۱۷ |       |       | ۷۵–۱۷   |       |
| ۳ Oct  | ۱۶:۳۰ | ایران   | ۱−۳    | قطر     | ۲۳−۲۵ | ۲۵−۲۳ | ۱۷−۲۵ | ۲۳−۲۵ |       | ۸۸–−۱۰  |       |
| ۳ Oct  | ۲۰:۰۰ | کوبا    | ۰−۳    | چک      | ۲۴−۲۶ | ۲۱−۲۵ | ۲۱−۲۵ |       |       | ۶۶–−۱۰  |       |
| ۳ Oct  | ۲۳:۳۰ | ایتالیا | ۰−۳    | اوکراین | ۲۳−۲۵ | ۱۶−۲۵ | ۱۶−۲۵ |       |       | ۵۵–−۲۰  |       |
| ۳ Oct  | ۳:۰۰  | برزیل   | ۳−۱    | آلمان   | ۲۱−۲۵ | ۲۵−۱۹ | ۲۵−۱۹ | ۲۸−۲۶ |       | ۹۹–۱۰   |       |
| ۴ Oct  | ۱۶:۳۰ | ایران   | ۳−۱    | چک      | ۲۵−۱۷ | ۲۵−۲۲ | ۲۱−۲۵ | ۲۵−۲۰ |       | ۹۶–۱۲   |       |
| ۴ Oct  | ۲۰:۰۰ | ایتالیا | ۳−۱    | آلمان   | ۲۶−۲۴ | ۱۸−۲۵ | ۲۵−۲۱ | ۲۵−۲۳ |       | ۹۴–۱    |       |
| ۴ Oct  | ۲۳:۳۰ | کوبا    | ۰−۳    | قطر     | ۲۱−۲۵ | ۲۱−۲۵ | ۲۱−۱۶ |       |       | ۶۳–−۳   |       |
| ۴ Oct  | ۳:۰۰  | برزیل   | ۲−۳    | اوکراین | ۳۸−۳۶ | ۲۰−۲۵ | ۲۵−۲۱ | ۱۸−۲۵ | ۱۱−۱۵ | ۱۱۲–−۱۰ |       |
| ۶ Oct  | ۱۶:۳۰ | برزیل   | ۱−۳    | کوبا    | ۲۵−۲۳ | ۱۸−۲۵ | ۲۰−۲۵ | ۲۰−۲۵ |       | ۸۳–−۱۵  |       |
| ۶ Oct  | ۲۰:۰۰ | ایتالیا | ۰−۳    | ایران   | ۲۲−۲۵ | ۲۲−۲۵ | ۲۳−۲۵ |       |       | ۶۷–−۸   |       |
| ۶ Oct  | ۲۳:۳۰ | اوکراین | ۱−۳    | قطر     | ۲۲−۲۵ | ۲۵−۲۰ | ۲۷−۲۹ | ۲۳−۲۵ |       | ۹۷–−۲   |       |
| ۶ Oct  | ۳:۰۰  | آلمان   | ۰−۳    | چک      | ۲۳−۲۵ | ۱۸−۲۵ | ۱۷−۲۵ |       |       | ۵۸–−۱۷  |       |
| ۷ Oct  | ۱۶:۳۰ | برزیل   | ۰−۳    | ایران   | ۱۹−۲۵ | ۲۰−۲۵ | ۲۳−۲۵ |       |       | ۶۲–−۱۳  |       |
| ۷ Oct  | ۲۰:۰۰ | ایتالیا | ۳−۱    | کوبا    | ۲۵−۲۲ | ۲۱−۲۵ | ۲۹−۲۷ | ۳۱−۲۹ |       | ۱۰۶–۳   |       |
| ۷ Oct  | ۲۳:۳۰ | اوکراین | ۱−۳    | چک      | ۱۹−۲۵ | ۲۰−۲۵ | ۲۵−۲۳ | ۲۰−۲۵ |       | ۸۴–−۱۴  |       |
| ۷ Oct  | ۳:۰۰  | آلمان   | ۰−۳    | قطر     | ۱۵−۲۵ | ۲۰−۲۵ | ۱۶−۲۵ |       |       | ۵۱–−۲۴  |       |
| ۸ Oct  | ۱۶:۳۰ | برزیل   | ۲−۳    | ایتالیا | ۲۳−۲۵ | ۲۵−۲۳ | ۲۵−۱۵ | ۱۷−۲۵ | ۱۱−۱۵ | ۱۰۱–−۲  |       |
| ۸ Oct  | ۲۰:۰۰ | ایران   | ۳−۲    | کوبا    | ۲۵−۲۰ | ۲۳−۲۵ | ۲۳−۲۵ | ۲۵−۱۳ | ۱۵−۹  | ۱۱۱–۱۹  |       |
| ۸ Oct  | ۲۳:۳۰ | اوکراین | ۳−۰    | آلمان   | ۲۵−۱۷ | ۲۵−۱۲ | ۲۵−۱۴ |       |       | ۷۵–۳۲   |       |
| ۸ Oct  | ۳:۰۰  | چک      | ۱−۳    | قطر     | ۲۷−۲۵ | ۲۶−۲۸ | ۲۳−۲۵ | ۲۱−۲۵ |       | ۹۷–−۶   |       |

## گروه B
|  | راه یافته به بازی‌های المپیک تابستانی ۲۰۲۴ |

- میزبان:  توکیو؛ ژاپن
- تاریخ: ۳۰ سپتامبر - ۸ اکتبر ۲۰۲۳

|      |                     | بازی | بازی | امتیاز | ست  | ست   | ست    | امتیاز | امتیاز | امتیاز                                                                                         |
| رتبه | تیم                 | برد  | باخت | امتیاز | برد | باخت | نسبت  | برد    | باخت   | نسبت                                                                                           |
| ---- | ------------------- | ---- | ---- | ------ | --- | ---- | ----- | ------ | ------ | ---------------------------------------------------------------------------------------------- |
| ۱    | ایالات متحده آمریکا | ۷    | ۰    | ۲۰     | ۲۱  | ۴    | ۵٫۲۵۰ | ۶۱۰    | ۴۷۵    | ۱٫۲۸۴                                                                                          |
| ۲    | ژاپن                | ۵    | ۲    | ۱۶     | ۱۹  | ۸    | ۲٫۳۷۵ | ۶۲۲    | ۵۰۵    | ۱٫۲۳۲                                                                                          |
| ۳    | اسلوونی             | ۵    | ۲    | ۱۶     | ۱۸  | ۸    | ۲٫۲۵۰ | ۵۶۶    | ۵۳۲    | خطای لوآ در پودمان:Decimals در خط 9: bad argument #1 to 'log10' (number expected, got string). |
| ۴    | ترکیه               | ۴    | ۳    | ۱۱     | ۱۳  | ۱۳   | ۱٫۰۰۰ | ۶۰۵    | ۵۹۹    | خطای لوآ در پودمان:Decimals در خط 9: bad argument #1 to 'log10' (number expected, got string). |
| ۵    | صربستان             | ۳    | ۴    | ۹      | ۱۰  | ۱۳   | ۰٫۷۶۹ | ۴۹۶    | ۵۱۷    | خطای لوآ در پودمان:Decimals در خط 9: bad argument #1 to 'log10' (number expected, got string). |
| ۶    | فنلاند              | ۲    | ۵    | ۷      | ۱۱  | ۱۷   | ۰٫۶۴۷ | ۵۷۵    | ۶۱۷    | خطای لوآ در پودمان:Decimals در خط 9: bad argument #1 to 'log10' (number expected, got string). |
| ۷    | مصر                 | ۲    | ۵    | ۵      | ۱۱  | ۱۹   | ۰٫۵۷۹ | ۵۷۷    | ۶۸۲    | خطای لوآ در پودمان:Decimals در خط 9: bad argument #1 to 'log10' (number expected, got string). |
| ۸    | تونس                | ۰    | ۷    | ۱      | ۲   | ۲۱   | ۰٫۰۹۵ | ۴۲۷    | ۵۵۱    | خطای لوآ در پودمان:Decimals در خط 9: bad argument #1 to 'log10' (number expected, got string). |

همه آمارها در ۷ اکتبر ۲۰۲۳ بروز رسانی شده‌اند.

منبع: tournament/standings/men/
| تاریخ  | ساعت  |                     | امتیاز |                     | ست ۱  | ست ۲  | ست ۳  | ست ۴  | ست ۵  | مجموع  | گزارش |
| ------ | ----- | ------------------- | ------ | ------------------- | ----- | ----- | ----- | ----- | ----- | ------ | ----- |
| ۳۰ Sep | ۴:۳۰  | اسلوونی             | ۰−۳    | تونس                | ۲۰−۲۵ | ۱۸−۲۵ | ۲۱−۲۵ |       |       | ۵۹–−۱۶ |       |
| ۳۰ Sep | ۷:۳۰  | صربستان             | ۳−۱    | ترکیه               | ۲۵−۲۲ | ۲۰−۲۵ | ۲۵−۱۴ | ۲۵−۲۰ |       | ۹۵–۱۴  |       |
| ۳۰ Sep | ۱۰:۳۰ | ایالات متحده آمریکا | ۰−۳    | مصر                 | ۲۰−۲۵ | ۱۶−۲۵ | ۲۵−۱۹ |       |       | ۶۱–−۸  |       |
| ۳۰ Sep | ۱۳:۵۵ | ژاپن                | ۲−۳    | فنلاند              | ۱۷−۲۵ | ۱۵−۲۵ | ۲۷−۲۵ | ۲۵−۱۹ | ۱۲−۱۵ | ۹۶–−۱۳ |       |
| ۱ Oct  | ۴:۳۰  | اسلوونی             | ۰−۳    | ترکیه               | ۲۶−۲۸ | ۲۸−۳۰ | ۲۲−۲۵ |       |       | ۷۶–−۷  |       |
| ۱ Oct  | ۷:۳۰  | صربستان             | ۰−۳    | تونس                | ۲۱−۲۵ | ۱۶−۲۵ | ۲۲−۲۵ |       |       | ۵۹–−۱۶ |       |
| ۱ Oct  | ۱۰:۳۰ | ایالات متحده آمریکا | ۰−۳    | فنلاند              | ۱۷−۲۵ | ۱۵−۲۵ | ۱۷−۲۵ |       |       | ۴۹–−۲۶ |       |
| ۱ Oct  | ۱۳:۵۵ | ژاپن                | ۳−۲    | مصر                 | ۱۴−۲۵ | ۱۰−۲۵ | ۲۵−۲۳ | ۲۵−۲۳ | ۱۵−۱۳ | ۸۹–−۲۰ |       |
| ۳ Oct  | ۴:۳۰  | اسلوونی             | ۱−۳    | فنلاند              | ۱۹−۲۵ | ۲۵−۱۸ | ۲۰−۲۵ | ۱۸−۲۵ |       | ۸۲–−۱۱ |       |
| ۳ Oct  | ۷:۳۰  | صربستان             | ۱−۳    | مصر                 | ۲۵−۲۳ | ۲۲−۲۵ | ۱۷−۲۵ | ۱۴−۲۵ |       | ۷۸–−۲۰ |       |
| ۳ Oct  | ۱۰:۳۰ | ایالات متحده آمریکا | ۱−۳    | ترکیه               | ۱۷−۲۵ | ۲۸−۲۶ | ۳۰−۳۲ | ۲۰−۲۵ |       | ۹۵–−۱۳ |       |
| ۳ Oct  | ۱۳:۵۵ | ژاپن                | ۰−۳    | تونس                | ۱۴−۲۵ | ۱۶−۲۵ | ۱۵−۲۵ |       |       | ۴۵–−۳۰ |       |
| ۴ Oct  | ۴:۳۰  | اسلوونی             | ۱−۳    | مصر                 | ۲۵−۲۳ | ۲۲−۲۵ | ۱۷−۲۵ | ۱۴−۲۵ |       | ۷۸–−۲۰ |       |
| ۴ Oct  | ۷:۳۰  | صربستان             | ۰−۳    | فنلاند              | ۲۱−۲۵ | ۲۲−۲۵ | ۲۲−۲۵ |       |       | ۶۵–−۱۰ |       |
| ۴ Oct  | ۱۰:۳۰ | ایالات متحده آمریکا | ۰−۳    | تونس                | ۱۱−۲۵ | ۱۲−۲۵ | ۱۴−۲۵ |       |       | ۳۷–−۳۸ |       |
| ۴ Oct  | ۱۳:۵۵ | ژاپن                | ۰−۳    | ترکیه               | ۱۵−۲۵ | ۲۰−۲۵ | ۱۹−۲۵ |       |       | ۵۴–−۲۱ |       |
| ۶ Oct  | ۴:۳۰  | ترکیه               | ۲−۳    | فنلاند              | ۲۲−۲۵ | ۲۳−۲۵ | ۲۵−۲۳ | ۲۵−۲۳ | ۸−۱۵  | ۱۰۳–−۸ |       |
| ۶ Oct  | ۷:۳۰  | تونس                | ۳−۲    | مصر                 | ۱۵−۲۵ | ۱۳−۲۵ | ۲۵−۲۱ | ۲۹−۲۷ | ۹−۱۵  | ۹۱–−۲۲ |       |
| ۶ Oct  | ۱۰:۳۰ | ایالات متحده آمریکا | ۱−۳    | اسلوونی             | ۱۸−۲۵ | ۲۵−۲۱ | ۲۰−۲۵ | ۱۸−۲۵ |       | ۸۱–−۱۵ |       |
| ۶ Oct  | ۱۳:۵۵ | ژاپن                | ۰−۳    | صربستان             | ۱۷−۲۵ | ۱۴−۲۵ | ۲۲−۲۵ |       |       | ۵۳–−۲۲ |       |
| ۷ Oct  | ۴:۳۰  | ترکیه               | ۱−۳    | مصر                 | ۲۱−۲۵ | ۱۸−۲۵ | ۲۵−۲۰ | ۲۳−۲۵ |       | ۸۷–−۸  |       |
| ۷ Oct  | ۷:۳۰  | تونس                | ۳−۰    | فنلاند              | ۲۵−۱۹ | ۲۵−۲۳ | ۲۵−۱۵ |       |       | ۷۵–۱۸  |       |
| ۷ Oct  | ۱۰:۳۰ | ایالات متحده آمریکا | ۰−۳    | صربستان             | ۱۹−۲۵ | ۱۸−۲۵ | ۱۶−۲۵ |       |       | ۵۳–−۲۲ |       |
| ۷ Oct  | ۱۳:۵۵ | ژاپن                | ۰−۳    | اسلوونی             | ۲۱−۲۵ | ۲۲−۲۵ | ۱۸−۲۵ |       |       | ۶۱–−۱۴ |       |
| ۸ Oct  | ۴:۳۰  | مصر                 | ۳−۲    | فنلاند              | ۲۵−۱۲ | ۲۰−۲۵ | ۲۵−۲۰ | ۲۲−۲۵ | ۱۵−۱۳ | ۱۰۷–۱۲ |       |
| ۸ Oct  | ۷:۳۰  | ترکیه               | ۰−۳    | تونس                | ۱۳−۲۵ | ۲۲−۲۵ | ۲۷−۲۹ |       |       | ۶۲–−۱۷ |       |
| ۸ Oct  | ۱۰:۳۰ | اسلوونی             | ۰−۳    | صربستان             | ۲۲−۲۵ | ۲۳−۲۵ | ۲۱−۲۵ |       |       | ۶۶–−۹  |       |
| ۸ Oct  | ۱۳:۵۵ | ژاپن                | ۳−۲    | ایالات متحده آمریکا | ۲۵−۱۹ | ۲۲−۲۵ | ۱۹−۲۵ | ۲۵−۲۳ | ۱۵−۱۲ | ۱۰۶–۲  |       |

| قهرمان جام جهانی والیبال مردان ۲۰۲۳ |
| ----------------------------------- |
| · ایالات متحده آمریکا · سومین عنوان |

فهرست ۱۴ نفره این تیم
مت اندرسون، آرون راسل، جفری جندریک، کایل انسینگ، توری دیفالکو، کایل داگوستینو میکا کریستنسون، ماکسول هولت، توماس جسل، گرت مواگوتوتیا، تیلور آوریل، دیوید اسمیت، اریک شوجی
سرمربی
جان اسپرو

## گروه C
|  | راه یافته به بازی‌های المپیک تابستانی ۲۰۲۴ |

- میزبان:  شی‌آن، چین
- تاریخ: ۳۰ سپتامبر ‐ ۸ اکتبر ۲۰۲۳

|      |           | بازی | بازی | امتیاز | ست  | ست   | ست    | امتیاز | امتیاز | امتیاز                                                                                         |
| رتبه | تیم       | برد  | باخت | امتیاز | برد | باخت | نسبت  | برد    | باخت   | نسبت                                                                                           |
| ---- | --------- | ---- | ---- | ------ | --- | ---- | ----- | ------ | ------ | ---------------------------------------------------------------------------------------------- |
| ۱    | لهستان    | ۷    | ۰    | ۱۸     | ۲۱  | ۸    | ۲٫۶۲۵ | ۶۸۲    | ۶۶۳    | ۱٫۰۲۹                                                                                          |
| ۲    | کانادا    | ۵    | ۲    | ۱۵     | ۱۸  | ۹    | ۲٫۰۰۰ | ۶۲۶    | ۵۷۶    | ۱٫۰۸۷                                                                                          |
| ۳    | آرژانتین  | ۵    | ۲    | ۱۳     | ۱۷  | ۱۰   | ۱٫۷۰۰ | ۵۵۰    | ۵۴۳    | خطای لوآ در پودمان:Decimals در خط 9: bad argument #1 to 'log10' (number expected, got string). |
| ۴    | بلژیک     | ۴    | ۳    | ۱۱     | ۱۲  | ۱۱   | ۱٫۰۹۱ | ۵۳۵    | ۵۲۷    | خطای لوآ در پودمان:Decimals در خط 9: bad argument #1 to 'log10' (number expected, got string). |
| ۵    | بلغارستان | ۴    | ۳    | ۱۵     | ۱۸  | ۱۱   | ۱٫۶۳۶ | ۶۶۴    | ۵۹۸    | خطای لوآ در پودمان:Decimals در خط 9: bad argument #1 to 'log10' (number expected, got string). |
| ۶    | هلند      | ۲    | ۵    | ۷      | ۱۰  | ۱۷   | ۰٫۵۸۸ | ۵۰۴    | ۵۱۴    | خطای لوآ در پودمان:Decimals در خط 9: bad argument #1 to 'log10' (number expected, got string). |
| ۷    | چین       | ۱    | ۶    | ۶      | ۱۰  | ۱۸   | ۰٫۵۵۶ | ۵۵۹    | ۶۲۳    | خطای لوآ در پودمان:Decimals در خط 9: bad argument #1 to 'log10' (number expected, got string). |
| ۸    | مکزیک     | ۰    | ۷    | ۰      | ۰   | ۲۱   | ۰٫۰۰۰ | ۳۸۹    | ۵۲۵    | خطای لوآ در پودمان:Decimals در خط 9: bad argument #1 to 'log10' (number expected, got string). |

همه آمارها در ۷ اکتبر ۲۰۲۳ بروزرسانی شده‌اند.

منبع: tournament/standings/men/
| تاریخ  | ساعت  |          | امتیاز |           | ست ۱  | ست ۲  | ست ۳  | ست ۴  | ست ۵  | مجموع   | گزارش |
| ------ | ----- | -------- | ------ | --------- | ----- | ----- | ----- | ----- | ----- | ------- | ----- |
| ۳۰ Sep | ۵:۳۰  | آرژانتین | ۱−۳    | مکزیک     | ۲۰−۲۵ | ۱۷−۲۵ | ۱۹−۲۵ |       |       | ۵۶–−۱۹  |       |
| ۳۰ Sep | ۸:۳۰  | هلند     | ۳−۲    | کانادا    | ۲۵−۲۱ | ۲۳−۲۵ | ۲۴−۲۶ | ۲۵−۱۸ | ۱۵−۱۲ | ۱۱۲–۱۰  |       |
| ۳۰ Sep | ۱۱:۳۰ | لهستان   | ۲−۳    | بلژیک     | ۲۵−۲۳ | ۲۰−۲۵ | ۱۶−۲۵ | ۲۵−۲۱ | ۱۵−۱۷ | ۱۰۱–−۱۰ |       |
| ۳۰ Sep | ۱۵:۰۰ | چین      | ۳−۰    | بلغارستان | ۱۸−۲۵ | ۱۹−۲۵ | ۱۴−۲۵ |       |       | ۵۱–−۲۴  |       |
| ۱ Oct  | ۵:۳۰  | آرژانتین | ۳−۱    | کانادا    | ۲۷−۲۵ | ۲۵−۲۲ | ۲۳−۲۵ | ۲۵−۱۵ |       | ۱۰۰–۱۳  |       |
| ۱ Oct  | ۸:۳۰  | هلند     | ۰−۳    | مکزیک     | ۱۹−۲۵ | ۱۹−۲۵ | ۱۶−۲۵ |       |       | ۵۴–−۲۱  |       |
| ۱ Oct  | ۱۱:۳۰ | لهستان   | ۰−۳    | بلغارستان | ۲۴−۲۶ | ۲۰−۲۵ | ۲۱−۲۵ |       |       | ۶۵–−۱۱  |       |
| ۱ Oct  | ۱۵:۰۰ | چین      | ۳−۱    | بلژیک     | ۱۸−۲۵ | ۲۲−۲۵ | ۱۹−۲۵ | ۱۷−۲۵ |       | ۷۶–−۲۴  |       |
| ۳ Oct  | ۵:۳۰  | آرژانتین | ۰−۳    | بلغارستان | ۲۵−۲۷ | ۲۱−۲۵ | ۲۹−۳۱ |       |       | ۷۵–−۸   |       |
| ۳ Oct  | ۸:۳۰  | هلند     | ۳−۰    | بلژیک     | ۲۵−۱۹ | ۲۵−۱۵ | ۲۵−۲۲ |       |       | ۷۵–۱۹   |       |
| ۳ Oct  | ۱۱:۳۰ | لهستان   | ۲−۳    | کانادا    | ۲۵−۲۱ | ۲۰−۲۵ | ۲۰−۲۵ | ۲۵−۲۰ | ۱۵−۱۷ | ۱۰۵–−۳  |       |
| ۳ Oct  | ۱۵:۰۰ | چین      | ۰−۳    | مکزیک     | ۲۱−۲۵ | ۹−۲۵  | ۱۹−۲۵ |       |       | ۴۹–−۲۶  |       |
| ۴ Oct  | ۵:۳۰  | هلند     | ۳−۰    | بلغارستان | ۲۵−۲۳ | ۲۵−۲۱ | ۲۷−۲۵ |       |       | ۷۷–۸    |       |
| ۴ Oct  | ۸:۳۰  | آرژانتین | ۲−۳    | بلژیک     | ۲۲−۲۵ | ۲۳−۲۵ | ۲۵−۱۸ | ۲۵−۲۱ | ۱۳−۱۵ | ۱۰۸–۴   |       |
| ۴ Oct  | ۱۱:۳۰ | لهستان   | ۰−۳    | مکزیک     | ۱۹−۲۵ | ۲۲−۲۵ | ۱۴−۲۵ |       |       | ۵۵–−۲۰  |       |
| ۴ Oct  | ۱۵    | چین      | ۳−۰    | کانادا    | ۲۵−۱۹ | ۲۵−۲۲ | ۲۶−۲۴ |       |       | ۷۶–۱۱   |       |
| ۶ Oct  | ۵:۳۰  | کانادا   | ۰−۳    | بلغارستان | ۲۱−۲۵ | ۲۳−۲۵ | ۱۸−۲۵ |       |       | ۶۲–−۱۳  |       |
| ۶ Oct  | ۸:۳۰  | مکزیک    | ۳−۰    | بلژیک     | ۲۵−۱۸ | ۲۵−۲۱ | ۲۵−۱۷ |       |       | ۷۵–۱۹   |       |
| ۶ Oct  | ۱۱:۳۰ | لهستان   | ۱−۳    | آرژانتین  | ۲۳−۲۵ | ۲۵−۲۳ | ۲۶−۲۸ | ۲۰−۲۵ |       | ۹۴–−۷   |       |
| ۶ Oct  | ۱۵:۰۰ | چین      | ۳−۲    | هلند      | ۲۵−۲۲ | ۱۶−۲۵ | ۲۵−۱۶ | ۲۲−۲۵ | ۱۵−۱۱ | ۱۰۳–۴   |       |
| ۷ Oct  | ۵:۳۰  | کانادا   | ۳−۱    | بلژیک     | ۲۵−۱۴ | ۲۲−۲۵ | ۳۰−۲۸ | ۲۵−۱۶ |       | ۱۰۲–۱۹  |       |
| ۷ Oct  | ۸:۳۰  | مکزیک    | ۳−۰    | بلغارستان | ۲۳−۲۵ | ۱۹−۲۵ | ۲۲−۲۵ |       |       | ۶۴–−۱۱  |       |
| ۷ Oct  | ۱۱:۳۰ | لهستان   | ۱−۳    | هلند      | ۲۵−۲۱ | ۱۷−۲۵ | ۲۲−۲۵ | ۲۷−۲۹ |       | ۹۱–−۹   |       |
| ۷ Oct  | ۱۵:۰۰ | چین      | ۳−۲    | آرژانتین  | ۲۲−۲۵ | ۲۵−۲۲ | ۲۵−۱۹ | ۲۰−۲۵ | ۱۵−۱۲ | ۱۰۷–۴   |       |
| ۸ Oct  | ۵:۳۰  | بلژیک    | ۳−۲    | بلغارستان | ۲۵−۲۱ | ۲۳−۲۵ | ۲۵−۲۱ | ۲۲−۲۵ | ۱۵−۱۱ | ۱۱۰–۷   |       |
| ۸ Oct  | ۸:۳۰  | آرژانتین | ۰−۳    | هلند      | ۱۷−۲۵ | ۲۵−۲۷ | ۲۲−۲۵ |       |       | ۶۴–−۱۳  |       |
| ۸ Oct  | ۱۱:۳۰ | کانادا   | ۰−۳    | مکزیک     | ۲۰−۲۵ | ۲۱−۲۵ | ۱۵−۲۵ |       |       | ۵۶–−۱۹  |       |
| ۸ Oct  | ۱۵:۰۰ | چین      | ۳−۲    | لهستان    | ۲۵−۲۰ | ۲۳−۲۵ | ۲۲−۲۵ | ۲۵−۹  | ۱۶−۱۴ | ۱۱۱–۱۸  |       |

## تیم‌های راه یافته به بازی‌های المپیک تابستانی۲۰۲۴
| تیم                 | تاریخ راه‌یابی | نمایش در ۱۵ المپیک تابستانی گذشته                 |
| ------------------- | ------------- | ------------------------------------------------- |
| ایالات متحده آمریکا | ۸ اکتبر ۲۰۲۳  | ۳طلا (۱۹۸۴، ۱۹۸۸، ۲۰۰۸) ،۲برنز (۱۹۹۲، ۲۰۱۶)       |
| لهستان              | ۸ اکتبر ۲۰۲۳  | ۱طلا (۱۹۷۶)                                       |
| ژاپن                | ۸ اکتبر ۲۰۲۳  | ۱طلا (۱۹۷۲)                                       |
| کانادا              | ۸ اکتبر ۲۰۲۳  | ۵حضور (۱۹۷۶، ۱۹۸۴، ۱۹۹۲، ۲۰۱۶، ۲۰۲۰)              |
| آلمان               | ۸ اکتبر ۲۰۲۳  | ۴حضور (۱۹۶۸ ،۱۹۷۲، ۲۰۰۸، ۲۰۱۲)                    |
| برزیل               | ۸ اکتبر ۲۰۲۳  | ۳طلا (۱۹۹۲ ،۲۰۰۴ ،۲۰۱۶) ،۳نقره (۱۹۸۸، ۲۰۰۸ ،۲۰۱۲) |